# Maurizio Gasperini
Pour les articles homonymes, voir Gasperini.
Maurizio Gasperini est un physicien et un cosmologiste italien né en 1952 à Cesena.

## Biographie
Maurizio Gasperini a été professuer à l'université de Bari[réf. souhaitée].
Avec Gabriele Veneziano, est l'un des promoteurs du modèle cosmologique du pré Big Bang[réf. souhaitée].